# 克萊芒·帕里斯

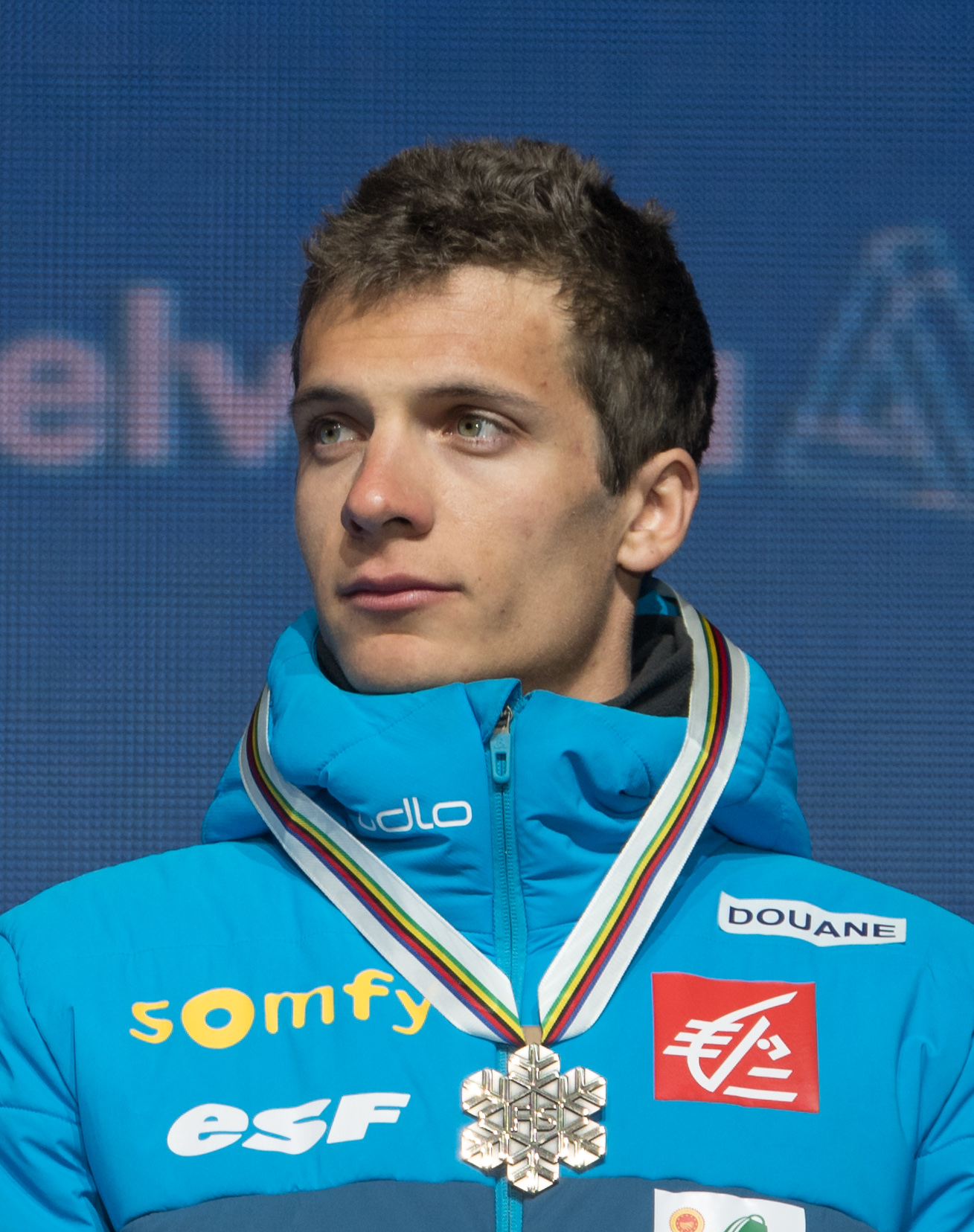
克莱芒·帕里斯，2019年

克萊芒·帕里斯（法語：Clément Parisse，1993年7月6日—），法國越野滑雪運動員，他代表法國隊參加了中國舉行的2022年冬季奧林匹克運動會，並且在男子4×10公里接力比賽上獲得銅牌。